# Sparkasse Schaumburg
Die Sparkasse Schaumburg ist eine öffentlich-rechtliche Sparkasse mit Sitz in Rinteln in Niedersachsen. Ihr Geschäftsgebiet ist der Landkreis Schaumburg.

## Organisationsstruktur
Die Sparkasse Schaumburg ist eine Anstalt des öffentlichen Rechts. Rechtsgrundlagen sind das Niedersächsische Sparkassengesetz und die durch den Verwaltungsrat der Sparkasse erlassene Satzung. Organe der Sparkasse sind der Vorstand und der Verwaltungsrat.
Träger der Sparkasse Schaumburg ist der Sparkassenzweckverband Schaumburg. An dem Zweckverband sind der Landkreis Schaumburg zu 54 %, die Stadt Bückeburg zu 12 %, die Stadt Obernkirchen zu 6 %, die Stadt Rinteln zu 16 % und die Stadt Stadthagen zu 12 % beteiligt.

## Geschäftsausrichtung und Geschäftserfolg
Die Sparkasse Schaumburg wies im Geschäftsjahr 2023 eine Bilanzsumme von 2,901 Mrd. Euro aus und verfügte über Kundeneinlagen von 2,403 Mrd. Euro. Gemäß der Sparkassenrangliste 2023 liegt sie nach Bilanzsumme auf Rang 167. Sie unterhält 30 Filialen/Selbstbedienungsstandorte und beschäftigt 413 Mitarbeiter.

## Sparkassen-Finanzgruppe
Die Sparkasse Schaumburg ist Teil der Sparkassen-Finanzgruppe und gehört damit auch ihrem Haftungsverbund an. Er sichert den Bestand der Institute und sorgt dafür, dass sie auch im Fall der Insolvenz einzelner Sparkassen alle Verbindlichkeiten erfüllen können. Die Sparkasse vermittelt Bausparverträge der regionalen Landesbausparkasse, offene Investmentfonds der Deka und Versicherungen der VGH Versicherungen. Im Bereich des Leasing arbeitet die Sparkasse Schaumburg mit der  Deutschen Leasing zusammen. Die Funktion der Sparkassenzentralbank nimmt die Nord/LB wahr.

## Geschichte
Die Geschichte der Sparkasse Schaumburg geht zurück auf die Gründung der Eilser Sparlade im heutigen Bad Eilsen am 1. Januar 1817 durch den Eilsener Friedrich Witte. Somit zählt die Sparkasse Schaumburg zu den ältesten Sparkassen in Deutschland. In nächster Vergangenheit ging die Sparkasse Schaumburg aus einer Fusion der Sparkassen Schaumburg-Lippe und Grafschaft Schaumburg hervor, wobei letztere wiederum auch einige Filialen der ehemaligen Kreissparkasse Springe umfasste. In ihrer heutigen Form besteht sie seit 1999.